# Alois Muna
Alois Muna (também Alois Můňa; Lysice, 23 de fevereiro de 1886 – Kladno, 2 de agosto de 1943) foi um político tchecoslovaco e deputado no período entreguerras da Assembleia Nacional pelo Partido Comunista da Tchecoslováquia.

## Biografia
Ele era alfaiate de profissão. Já antes da Primeira Guerra Mundial, envolveu-se politicamente no Partido Social-Democrata Tchecoslovaco dos Trabalhadores. Durante a guerra, foi capturado na Frente Oriental e, durante o cativeiro na Rússia, foi influenciado pela ideologia bolchevique. Tornou-se um representante do movimento comunista entre os tchecoslovacos na Rússia (Partido Comunista Tchecoslovaco na Rússia) e opositor das Legiões Tchecoslovacas. A partir de 1919, viveu na Tchecoslováquia e ajudou a organizar a ala esquerda da social-democracia, que depois se tornou independente como o Partido Comunista da Tchecoslováquia.   Entre 1922 e 1924, foi Presidente do Comitê Executivo (Secretário-Geral) do Partido Comunista da Tchecoslováquia (KSČ). 
Foi delegado do quarto congresso da Internacional Comunista em novembro de 1922, onde foi eleito candidato ao Comitê Executivo.
Nas eleições parlamentares de 1925, conquistou um mandato na Assembleia Nacional pelo KSČ.  Em 1929, com a ascensão de um grupo de jovens comunistas radicais (os chamados "rapazes de Karlín"), que chegaram à liderança do partido ao lado de Klement Gottwald, foi afastado do poder. Em junho de 1929, deixou o KSČ (ou foi expulso do partido) e passou a integrar um novo grupo parlamentar chamado Partido Comunista da Tchecoslováquia (Leninistas).  Em 1930, retornou ao movimento social-democrata.
Segundo registros de 1926, exercia a profissão de redator em Kladno. 
Faleceu em Kladno, durante a ocupação nazista da Tchecoslováquia no Protetorado da Boêmia e Morávia em 1943. 